# Kostel Panny Marie, Matky Božské lásky (Řím)
Kostel Panny Marie, Matky Božské lásky je římské poutní místo, které se nachází v římské čtvrti Lido di Castel Fusano. Poutní komplex obsahuje původní kostel, moderní chrámovou stavbu dokončenou v roce 2000, ale například i "cikánskou svatyni", místo modlitby pod otevřeným nebem. 

## Stručné dějiny

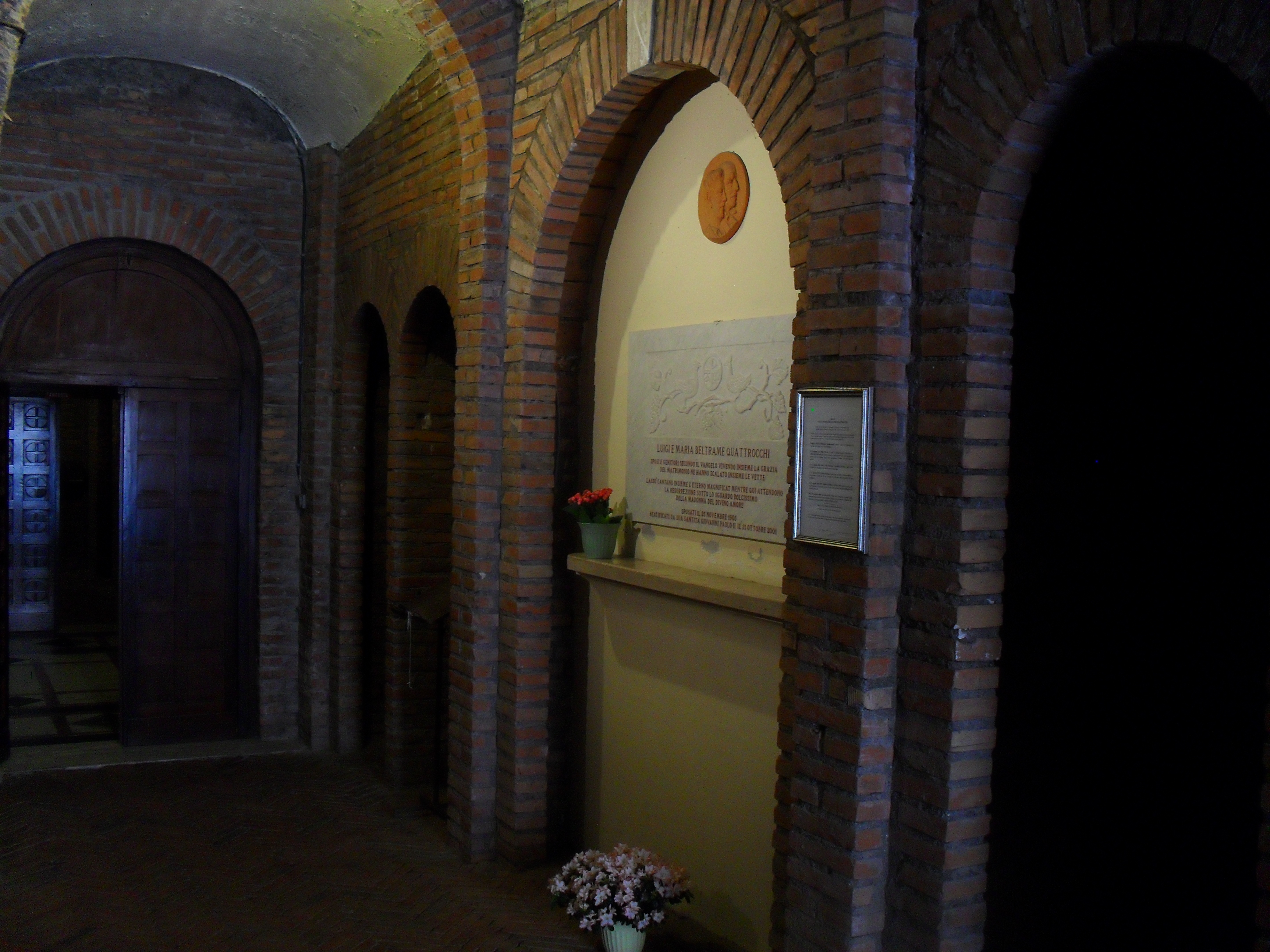
Hrobka

směřoval do Říma, ohroivokými psy, a po modlitbě k Panně Marii, jejíž obraz viděl na nedaleké pevnosti, se zachránil. Obrázek Panny Marie začal být uctíván, roku 1745 byl postaven první kostel. Roku 1840 byla svatyně opravena, pak na chvíli upadla v zapomnění, až ve 30. letech 20. století byly poutě obnoveny. V září 1943 bylo okolí poutního místa bombardováno, a obraz byl přenesen do Říma a vystaven v kostele San Lorenzo in Lucina. Na konci května 1944, když se schylovalo k bitvě o Řím, vyhlásil papež Pius XII. novénu k Panně Marii, Matce Božské lásky, během níž musel být obraz kvůli velkému přílivu věřících přenesen do většího kostela (Sant'Ignazio in Campo Marzio). 4. června, když se novéna chýlila ke konci, byl Řím zachráněn a boje ustaly. Těsně před tím Římané přednesli svůj slib Panně Marii, že když boje ustanou, napraví svou morálku, postaví Panně Marii nový kostel a zřídí charitativní ústav v oblasti Castel Leva, kde stála původní svatyně. Po ustání bojů papež prohlásil Pannu Marii za Zachránkyni Města (Salvatrix Urbis). Kostel byl opraven, ale nakonec byl postaven kostel nový až po roce 1996, při přípravě na velké jubileum roku 2000. Poutní komplex je cílem poutí: od první soboty po Velikonocích až do poslední říjnové soboty se odehrává každý týden v sobotu noční pěší pouť z centra Říma, v délce 14 km. Ve svatyni jsou pohřbeni blahoslavení manželé Luigi Beltrame Quattrocchi a Maria Corsini.